# Mezzano (comune)
Mezzano (Međàn in dialetto primierotto) è un comune italiano di 1 572 abitanti della provincia autonoma di Trento in Trentino-Alto Adige.
Si trova nella valle del Primiero tra Imer e Fiera di Primiero. Fa parte de I borghi più belli d'Italia.

## Origini del nome
Le origini del toponimo sono ancora dibattute: una prima ipotesi lo fa derivare dal latino medianum, vista la sua posizione centrale tra Imèr (da imus "inferiore") e Siror (da superior); altri lo ricollegano ai nobili feltrini De Mezzan; infine, c'è chi vi ha riconosciuto il suffisso -anum tipico dei prediali.

Il toponimo è mantenuto nella sua forma originale (o nelle varianti Mezan e Mezano) anche nelle antiche mappe tirolesi.

## Storia
La storia di Mezzano non si discosta molto da quella del resto del Primiero.
I reperti archeologici dimostrano una presenza umana sin dal mesolitico, anche se solo stagionale e ad alta quota. È però solo dopo l'anno Mille che compaiono le prime notizie sul paese e la valle, che risulta già ben organizzata dal punto di vista amministrativo: Mezzano rappresentava uno dei quattro columelli in cui si divideva la Comunità di Primiero.
Passata attraverso varie dominazioni, dalla seconda metà del Trecento la zona entrò stabilmente nei domini dei conti del Tirolo venendo assegnata, dal 1401, ai loro feudatari, i Welsperg. In questo periodo Mezzano fu interessata da un'importante immigrazione di minatori di etnia tedesca provenienti da Schwaz, pur mantenendo le prerogative di centro agricolo.
Nel 1525 i suoi abitanti presero parte alla guerra dei contadini tedeschi.
All'inizio dell'Ottocento la popolazione soffrì gli anni convulsi dell'occupazione napoleonica e bavarese. Tornata nell'orbita austriaca con la Restaurazione, in questo periodo molti medaneschi furono costretti a lasciare la loro terra per emigrare oltreoceano.
Dopo la grande guerra Mezzano entrò a far parte del Regno d'Italia. Tra il 1927 e il 1947 cessò per breve tempo la secolare autonomia del paese essendo stato riunito in un unico comune con la vicina Imer nel comune di Mezzano Imer.

### Simboli
Lo stemma e il gonfalone sono stati adottati con D.G.P. del 7 luglio 1989, n. 7760.
Stemma
Gonfalone

## Monumenti e luoghi d'interesse
- Chiesa di San Giorgio. Nella piazza dedicata a monsignor Rodolfo Orler sorge la chiesa patronale. L'edificio ha una facciata bianca a capanna e un campanile cipollone alto 36 m. L'interno è a tre navate; vi è un altare maggiore ligneo intagliato, un grande ciborio e la statua di San Giorgio a cavallo. La chiesa fu edificata nel 1670, rinnovata nel 1728 e restaurata nel 1907, ma c'è da dire che una chiesa dedicata a San Giorgio esisteva già intorno al 1360.
- Casa Orler.
- Casa degli Usseri, costruita probabilmente da un ricco uomo proveniente dall'Ungheria, che possedeva tutte le campagne del luogo
- Canton Grison con il Tabernacolo di San Giorgio
- Casa Còsner con una fontana in pietra
- Casa Lotti
- Case brusade.
- Casa Cunico, vicino al municipio, è un elegante palazzotto barocco.

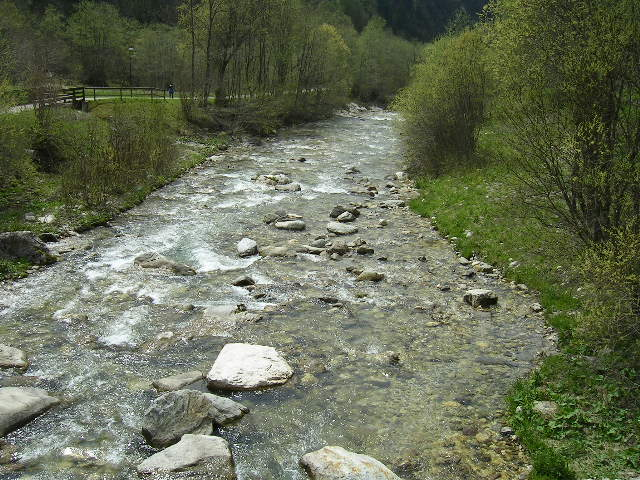
Il torrente Cismon in località Sorive

Dal 2010, il paese è entrato a far parte del prestigioso club de "I Borghi più belli d'Italia". Ciò ha incrementato largamente la cura dell'aspetto storico-culturale del paese. A tale proposito è stata istituita una mostra permanente, dal titolo "Cataste & Canzei". La mostra riprende l'antica usanza, ancora oggi praticata, di accatastare la legna sotto casa, affinché si secchi e possa esser bruciata durante l'inverno. Da qui è nata la realizzazione di opere d'arte, sempre utilizzando legna accatastata, realizzate da artisti locali. Ogni anno la mostra viene rinnovata con l'aggiunta di una nuova catasta, alle quattordici iniziali, situate nei punti caratteristici del paese.

### Dintorni di Mezzano
- Prati di San Giovanni: è una zona alpina molto frequentata in estate, ricca di masi e di pozzi per la raccolta di acqua piovana. Qui vi è la Chiesetta di San Giovanni. La vecchia strada che collega Mezzano a San Giovanni è molto pittoresca.
- La Strada de Molarén: durante l'alluvione del 1966 fu per giorni l'unica via di comunicazione tra il Basso e l'Alto Primierotto. La strada passa per il Tabernacolo di Santa Fosca e la Stala granda (= Stalla grande), un maestoso maso primierotto.
- Pra de la Forca: qui fino al 1720 vennero giustiziati i condannati a morte.

## Società

### Evoluzione demografica
Abitanti censiti

## Economia
Le principali attività economiche di Mezzano sono l'agricoltura, la zootecnica, il turismo, l'artigianato e il commercio del legno.

## Infrastrutture e trasporti
Come nella buona parte delle valli trentine anche in Primiero, Imèr e Mezzano i trasporti avvengono principalmente in automobile o con la copertura dell'azienda provinciale Trentino Trasporti, che stabilisce delle regolari corse in corriera per raggiungere i luoghi più vicini oppure le cittadine un po' più lontane.
A sud del comune si trova la pista ciclabile che, partendo da Imèr, passando per Mezzano, arriva fino a Siror in località Nolesca.

### Strade
Il comune è interamente affiancato dalla strada statale 50 del Grappa e del Passo Rolle.
Nei pressi della zona sud si trova l'inizio della strada provinciale 221 della Val Noana, mentre ad ovest si trova una strada che porta ad Imer e all'inizio della strada provinciale 79 del Passo Brocon.

## Amministrazione
| Periodo        | Periodo           | Primo cittadino  | Partito      | Carica  | Note |
| -------------- | ----------------- | ---------------- | ------------ | ------- | ---- |
| 17 maggio 2010 | 22 settembre 2020 | Ferdinando Orler | lista civica | Sindaco |      |

### Altre informazioni amministrative
Nel 1927 il comune viene soppresso e i suoi territori aggregati al nuovo comune di Mezzano Imer; nel 1947 il comune viene ricostituito (Censimento 1936: pop. res. 1.454).